# Aknoul
Aknoul (en àrab أكنول, Aknūl; en amazic ⴰⴽⵏⵓⵍ) és un municipi de la província de Taza, a la regió de Fes-Meknès, al Marroc. Segons el cens de 2014 tenia una població total de 4.403 persones.